# Aladdin és a csodalámpa (film, 1982)
Az Aladdin és a csodalámpa (世界名作童話 アラジンと魔法のランプ; Szekai meiszaku dóva: Aladdin to mahó no lamp; Hepburn: Sekai meisaku dōwa: Aladdin to mahō no lamp) 1982-ben bemutatott japán animációs fantasy kalandfilm, amelyet a Toei Animation készített Kaszai Josikacu rendezésében. A film A világ legszebb tündérmeséi sorozat tagja.
Magyarországon 1986. április 24-én mutatták be a mozik a MOKÉP forgalmazásában, majd 2003. április 24-től a Nox-Trade is forgalmazta VHS-en, újraszinkronizálva. A televízióban a MOKÉP által készült magyar szinkronnal az MTV-1 tűzte műsorára. A film eljutott az Egyesült Államokba, Franciaországba, Spanyolországba, Olaszországba, Lengyelországba és Hollandiába is.

## Cselekmény
A félárva Aladdin és társai tolvajlásból fedezik a napi betevőt. Egy nap egy csuklyás férfi leszólítja Aladdint és egy munkát ajánl neki a sivatagban, amiért ezüstpénz jutalmat ad. Messze elhagyják a várost, hosszú út után egy barlanghoz érnek. A férfiről kiderül, hogy egy varázsló. Kinyitja a barlang bejáratát és arra kéri Aladdint, hogy egy lámpát hozzon fel onnan. Varázsló nem léphet be oda, ezért van szüksége Aladdinra. Egy varázsgyűrűt ad neki, ami megvéd minden bajtól. Aladdin elindul a barlang mélyére és egy varázslatos, kincsekkel teli helyre ér. Az Ezer fény termében rá is bukkan a lámpára. Kifelé jövet Aladdin ellenszegül a varázslónak, aki ezért bezárja a barlangba, majd ellovagol. Aladdin megpróbál másik kijáratot keresni, sikertelenül, közben kialszik a tüze és óriáskígyók támadnak rá, de a gyűrű szelleme megvédi és kiviszi őt a barlangból. Elindul hazafelé, társa egy ugróegér lesz.
A kaland után Aladdin megfogadja, hogy felhagy addigi életével, s ezt másnap közli barátaival is, akik nem veszik jó néven és helyben hagyják. Amikor hazaér úgy dönt, hogy eladja a lámpát, hogy legyen pénzük, azonban mikor dörzsölgeti előjön a lámpa szelleme, aki teljesíti a kívánságát, hogy jól megtömhesse a hasát. Másnap mikor elad egy a lakomából származó aranytálat, összefut Badrarbudur hercegnővel, akit elbújtat az őt kereső szolgák elől. Aladdin és Badrarbudur az egész napot a városban töltik és megszeretik egymást, azonban végül a szolgálók visszaviszik a hercegnőt.
Aladdin édesanyja ajándékot visz a szultánnak és azt kéri, hogy a lányát adja feleségül a fiához. A szultán úgy dönt, hogy annak adja a lányát, aki a legtöbb kincset viszi neki. Aladdin, természetesen a lámpa szellemének segítségét használva viszi a legtöbb kincset, így feleségül veheti Badrarbudurt. Egy palotát is építtet a szultánéval szemben, ismét a lámpa szellemének segítségével. Közben a varázsló véletlenül megszerzi a lámpást és Aladdin palotáját édesanyjával és Badrarbudurral együtt Afrikába viteti a lámpa szellemével.
A szultán három napot ad Aladdinnak, hogy visszahozza a palotát és a lányát, különben halál fia. Nehézségek árán a gyűrű szellemének önfeláldozásával eljut a varázsló palotájába, ahol a hercegnőt és anyját fogságban tartja. A hercegnő sikeresen elveszi a lámpát a varázslótól, Aladdin pedig egy repülő szőnyegen felrepülnek a palota tetejébe. A varázsló a nyomukban varázslatokkal próbálja útjukat állni. Mikor Aladdin belelöki a varázslót egy hatalmas üstbe, amiben fekete tűz ég, a homok elnyeli a palotát. Aladdinék egy nagy madár segítségével menekülnek meg. A lámpa szelleme visszaviszi őket és a palotát, mindenki ünnepel. Aladdin végül egy ládába zárja a lámpát, a kulcsát pedig messze elhajítja.

## Szereplők
| Szereplő               | Japán hang           | Magyar hang                                                                                                   | Magyar hang                                                                   |
| Szereplő               | Japán hang           | 1. magyar szinkron (MOKÉP, 1986)                                                                              | 2. magyar szinkron (Nox-Trade, 2003)                                          |
| ---------------------- | -------------------- | --- | ----------------------------------------------------------------------------- |
| Aladdin                | Kamija Kazuo         | Rudolf Péter                                                                                                  | Kossuth Gábor                                                                 |
| Badrarbudur hercegnő   | Szuzuka Keiko        | Hűvösvölgyi Ildikó                                                                                            | F. Nagy Erika                                                                 |
| Varázsló               | Kaneucsi Kikuo       | Kézdy György                                                                                                  | Lázár Sándor                                                                  |
| Szultán                | Kitamura Kazuo       | Szabó Ottó | Bolla Róbert                                                                  |
| Lámpa szelleme         | Kitamura Kazuo       | Helyey László                                                                                                 | Bolla Róbert                                                                  |
| Gyűrű szelleme         | Szakagucsi Josiszada | Koroknay Géza                                                                                                 | Kapácsy Miklós                                                                |
| Aladdin anyja          | Nanao Reiko          | Dallos Szilvia                                                                                                | Grúber Zita                                                                   |
| Badrarbudur szobalánya | Nanao Reiko          | Czigány Judit                                                                                                 | Grúber Zita                                                                   |
| Nagyvezír fia          | Reizei Kimihiro      | Szerednyey Béla                                                                                               | Seder Gábor                                                                   |
| Nagyvezír              | Kató Takesi          | Konrád Antal                                                                                                  | Kapácsy Miklós                                                                |
| Szultán inasa          | Naka Kjódzsi         | Botár Endre                                                                                                   | Kapácsy Miklós                                                                |
| Gyümölcsárus papagája  | N/A                  | Turgonyi Pál                                                                                                  | angol hangján                                                                 |
| Gyümölcsárus           | N/A                  | Tyll Attila                                                                                                   | Bolla Róbert                                                                  |
| Vízkereskedő           | N/A                  | Szoó György                                                                                                   | Bolla Róbert                                                                  |
| Pincér                 | N/A                  | N/A | Bolla Róbert                                                                  |
| Régiségkereskedő       | N/A                  | Soós László                                                                                                   | Bolla Róbert                                                                  |
| Vásári kikiáltó        | N/A                  | Maróti Gábor                                                                                                  | Kapácsy Miklós                                                                |
| Palotaőr               | N/A                  | Perlaki István                                                                                                | Seder Gábor                                                                   |
| Főpalotaőr             | N/A                  | Varga T. József                                                                                               | Bolla Róbert                                                                  |
| Aladdin utcai barátai  | N/A                  | - Szerémi Zoltán - Ternyák Zoltán - Borbély László - Szirtes Gábor - Bánsági Ildikó - Magda Gabi - Papp Ágnes | - Kapácsy Miklós - Seder Gábor - Bolla Róbert - Kossuth Gábor - F. Nagy Erika |

## Magyar stábtagok

### MOKÉP szinkronban
- Magyar szöveg: Kertész Judit
- Hangmérnök: Varga Zita
- Rendezőasszisztens: Polecsák Irma
- Vágó: Fényi Márta
- Gyártásvezető: Sostarics Ágnes (Böhm Ágnes néven)
- Szinkronrendező: Várai Ibolya
- Bemondó: Kertész Zsuzsa

A szinkron a Pannónia Filmstúdióban készült 1986-ban. Forgalomba hozza a MOKÉP.

### Nox-Trade szinkronban
- A magyar változat munkatársai: Fekete Zoltán, Vilisics Kálmán, Képes Gábor
- Bemondó: Bolla Róbert

## Filmzene
- Nyitódal (魔法のあかり)

Előadó: Godaigo; Író: Takekava Jukihide; Dalszöveg: Wil Williams
- Záródal (アラジンと魔法のランプ)

Előadó: Godaigo; Író: Takekava Jukihide; Dalszöveg: Wil Williams